# V Liceum Ogólnokształcące z Oddziałami Dwujęzycznymi im. Kanclerza Jana Zamoyskiego w Dąbrowie Górniczej
V Liceum Ogólnokształcące z Oddziałami Dwujęzycznymi im. Kanclerza Jana Zamoyskiego w Dąbrowie Górniczej – szkoła ponadpodstawowa.
Liceum zostało założone w 1990 roku z inicjatywy Dąbrowskiego Komitetu Obywatelskiego. Od początku celem szkoły jest kształcenie z naciskiem na języki obce.
Szkoła prowadzi programy wymiany zagranicznej uczniów z kilkoma krajami. W ich ramach możliwe są wyjazdy do innych państw na jeden rok szkolny. Są również krótsze projekty tygodniowe. Liceum jest także inicjatorem i organizatorem corocznej Paraspartakiady Śląska i Zagłębia. V LO koordynowało także dąbrowski sztab Wielkiej Orkiestry Świątecznej Pomocy. Co roku odbywa się także Rajd Gwieździsty.
V LO współpracuje z wieloma podmiotami zewnętrznymi. Są to np. uczelnie wyższe takie jak Uniwersytet Śląski w Katowicach i Politechnika Śląska. Inne instytucje społeczno-kulturalne to m.in. Młodzieżowy Ośrodek Pracy Twórczej w Dąbrowie Górniczej czy Pałac Kultury Zagłębia.
Liceum należy do jednego z najlepszych w Dąbrowie Górniczej a także całym Zagłębiu Dąbrowskim. Potwierdzają to coroczne rankingi tworzone przez portal Perspektywy.pl

## Siedziby
1990–1991 – ul. Wybickiego 1
1991–2000 – ul. Dąbskiego 17
od 2000 – ul. Czapińskiego 8

## Absolwenci
- Maciej Krężel – narciarz alpejski, paraolimpijczyk
- Bartłomiej Gola – aktor
- Agata Widera-Burda – śpiewaczka operowa
- Magdalena Tramer – aktorka
- Tomasz Nieć – dziennikarz
- Ilona Ptak - dziennikarka